# Mendeleev (Mondkrater)
Mendeleev ist einer der größten Einschlagskrater auf dem Erdmond, der sich auf der Mondrückseite befindet. Der Krater wurde nach dem russischen Chemiker Dmitri Mendelejew benannt und hat einen Durchmesser von rund 325 Kilometern. Er besitzt nur einen Nebenkrater, nämlich Mendeleev P.
| Buchstabe | Position           | Durchmesser | Link |
| --------- | ------------------ | ----------- | ---- |
| P         | 2,15° N, 139,93° O | 33 km       |      |